# Белыничский район
Белы́ничский райо́н (бел. Бялыніцкі раён) — административная единица на северо-западе Могилёвской области Республики Беларусь. Административный центр — город Белыничи.
Численность населения — 17 194 человек (на 1 января 2025 года).

## Административно-территориальное деление
В состав входит город Белыничи и 7 сельсоветов:
- Вишовский
- Головчинский
- Запольский
- Ланьковский
- Лебедянковский
- Мощаницкий
- Техтинский

Упразднённые сельсоветы:
- Эсьмонский

## География

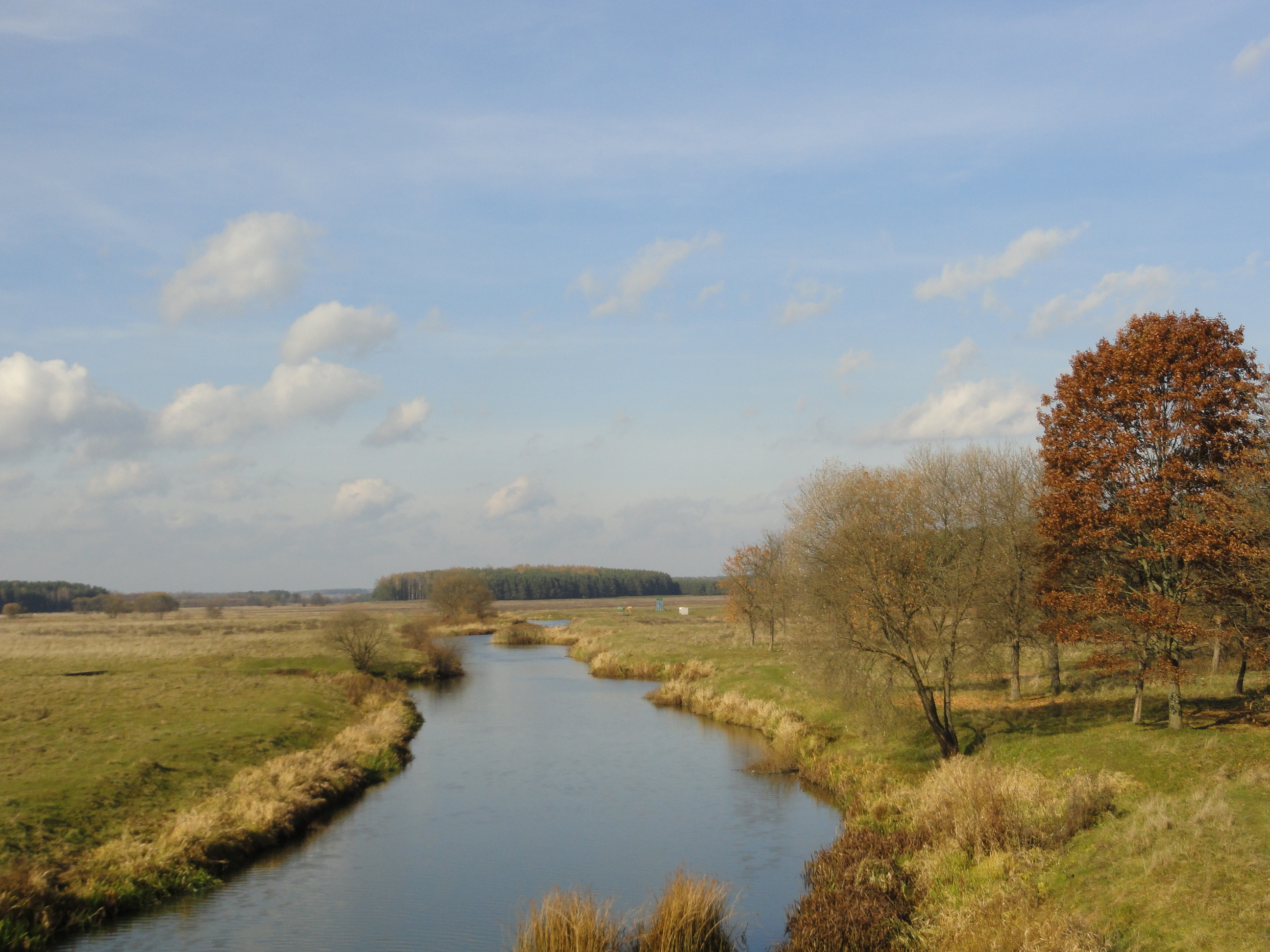
Друть — главная река белыничского края

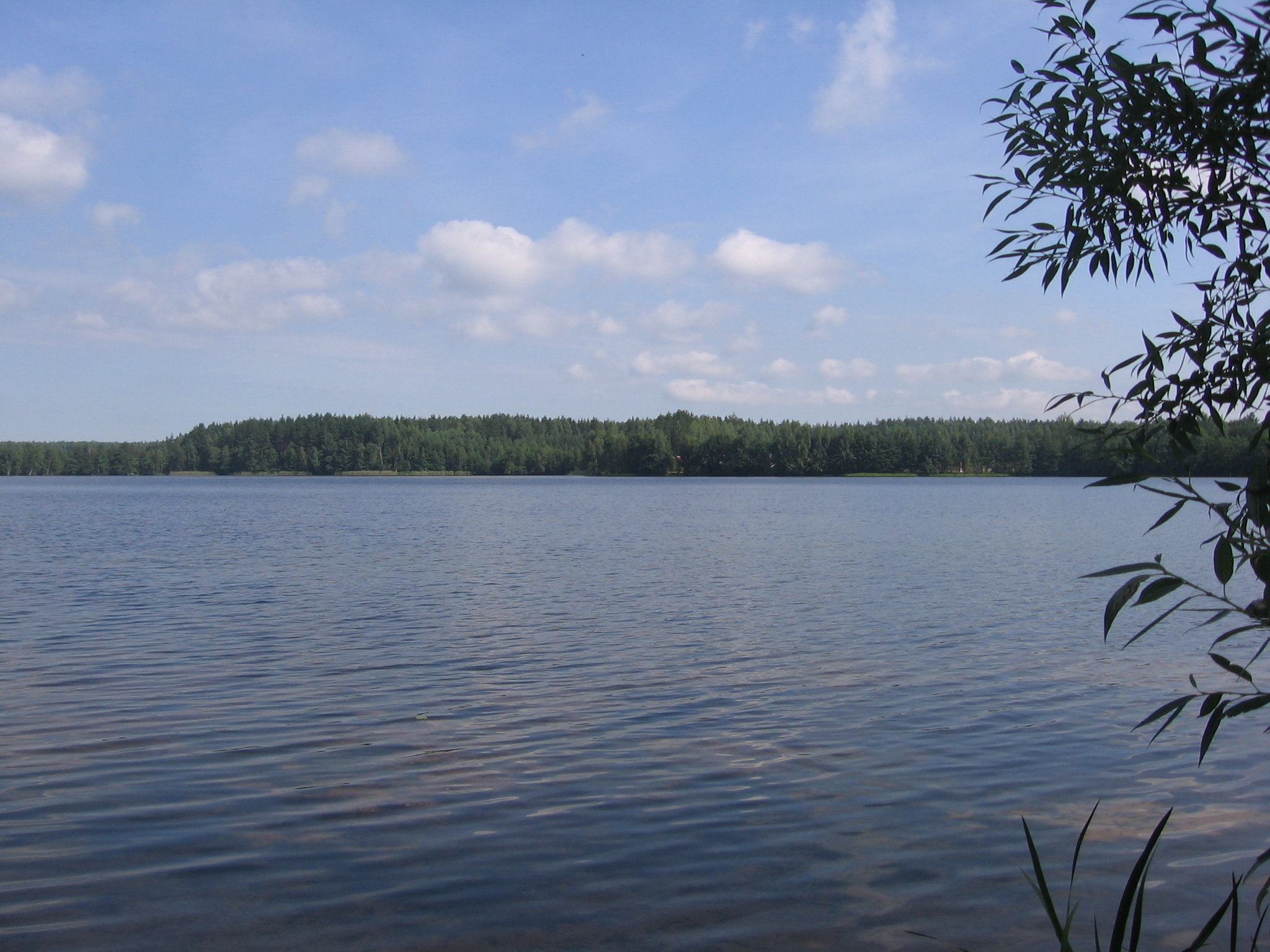
Кармановское озеро

Район граничит с Круглянским, Шкловским, Могилёвским и Кличевским районами Могилёвской области, а также на западе и северо-западе — с Березинским и Крупским районами Минской области. Районный центр — город Белыничи — находится в 49 км от центра области — города Могилёва.

### Рельеф
Белыничский район расположен в северо-западной части Могилёвской области в пределах Центральноберезинской и Оршанско-Могилёвской равнин. Преобладающие высоты — 160-180 м над уровнем моря. Наивысшая точка района — 207 м — находится возле деревни Ясная Поляна Ланьковского сельского Совета. Протяжённость района с севера на юг составляет 48 км, с запада на восток — 51 км, площадь — 1419 км².

### Гидрология
По территории района протекают река Друть с притоком Вабич и др., приток Березины — Клева. Озёра Заозерское, Кармановское. Водное зеркало озёр, водохранилищ и каналов составляет 1327 га. Болотами занято 7,2 % территории района. На территории района действует гидрологический заказник «Заозерье».

### Леса
Лесами занято около 58 тыс. га. Основные породы: сосна, ель, береза, осина.

### Полезные ископаемые
В районе залегают полезные ископаемые: песок, гравий, глина, сапропели.

## Геральдика
Герб и флаг утверждены решением Белыничского районного Совета депутатов от 27 декабря 2001 года № 13-11. Зарегистрированы в Гербовом матрикуле Республики Беларусь 12 июля 2002 года № 91.

## История
Территорию района люди начали осваивать ещё в мезолите (9—5 тысячелетия до н. э.).
Во второй половине 1 тысячелетия н. э. здесь появляются славянские племена дреговичей.
В средние века входила в состав Полоцкого княжества.
В 1071 году под Головчином произошла битва между Полоцким князем Всеславом Чародеем и Ярополком Изяславичем — князем Владимиро-Суздальским и Туровским.
Во второй половине XII века, после распада Полоцкого княжества на уделы, и белыничская земля вошла в состав Друцкого княжества.
В XVI веке Великий канцлер Литовский Лев Иванович Сапега приобрёл Белыничи в собственность (первое упоминание о Белыничах). Имеются также данные, что Белыничи возникли в XII веке. По легендам, поселение на месте Белынич основано славянином Белыном и его потомками — белыничанами. Согласно другой легенде, название «Белыничи» году связано с чудесным сиянием посреди ночи (Белыничи — «белые ночи») святого образа Богородицы, принесенного сюда монахами из Киева в 1240 году. Поэтому на гербе Белынич и Белыничского района изображена Божия Матерь с младенцем на руках в золотых одеждах.
В XVI веке после вхождения в состав Великого княжества Литовского Белыничи — местечко Оршанского повета.
6 октября 1654 года, во время войны Речи Посполитой с Россией, литовско-белорусские войска под командованием Януша Радзивила на территории Белыничского района разбили казаков под предводительством Константина Поклонского и Ивана Золотаренки.
В июне 1708 года, во время Северной войны, при переправе через реку Вабич около деревни Головчин произошёл бой шведских войск под командованием короля Карла XII с русскими войсками под командованием Шереметьева, Репнина и Гольца.
4 октября 1634 года Белыничам было даровано право самоуправления и утверждён герб (в последующем утраченный и не найденный).
Во время Отечественной войны 1812 года белыничскую землю освобождали от французов партизаны Дениса Давыдова.
В ноябре 1917 года в Белыничах установлена Советская власть и создан волостной крестьянский Совет.
В 1919 году территория района находилась в составе БССР при её образовании, вскоре передана в состав РСФСР. В марте территория района была возвращена в состав БССР, 17 июля 1924 года образован Белыничский район.
В 1924 году на территории района организованы первые колхозы: «Новая Соколовка», «Чырвоны бор», «Араты».
В 1924—1930 годах Белыничский район был в составе Могилёвского округа, в 1930—1938 годах — в прямом республиканском подчинении, с 15 января 1938 года — в Могилёвской области.

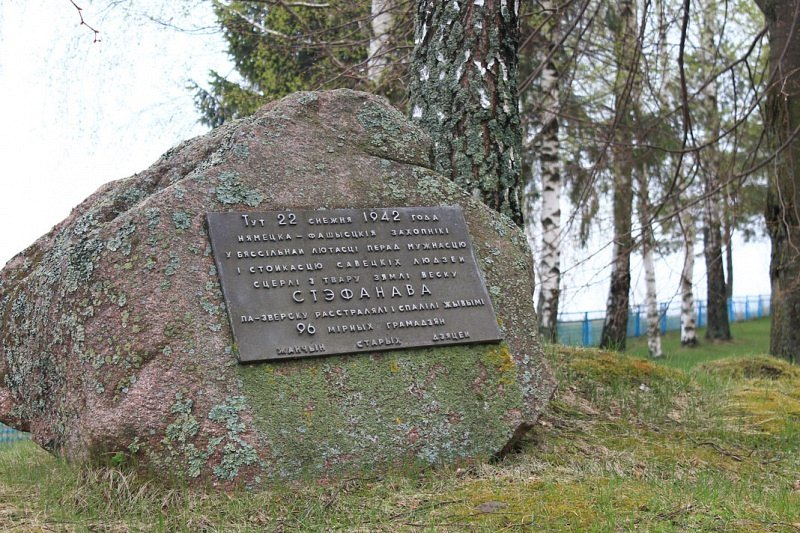
Мемориал на месте сожжённой деревни

С 1931 года стала издаваться первая районная газета «Красный коллективист».
8 июля 1931 года в состав Белыничского района были переданы Стайский (Стаинский) и Тетеринский сельсоветы из состава упразднённого Круглянского района. 12 февраля 1935 года Круглянский район был образован повторно, и в его состав были переданы 4 сельсовета. 5 апреля 1935 года Белыничскому району были переданы 3 сельсовета Могилёвского района.
9 июля 1941 года район был полностью оккупирован немецкими войсками.
В августе 1941 года в районе образуются первые партизанские отряды № 113, 121 и 600. В ноябре 1942 года партизанские отряды объединились в 6-ю Белыничскую бригаду в составе Кличевского оперцентра.
За годы оккупации фашистами было сожжено живыми и расстреляно 3315 мирных жителей. Деревню Стефаново фашисты сожгли вместе с 96 жителями.
29 июня 1944 года войска 2-го Белорусского фронта освободили территорию района от оккупантов.
16 сентября 1959 года в состав Белыничского района были переданы 9 сельсоветов упразднённого Круглянского района, 30 июля 1966 года район был повторно образован.
20 октября 1995 года административные единицы Белыничский район и посёлок Белыничи, имеющие общий административный центр, объединены в одну административную единицу — Белыничский район.
18 января 2017 года посёлок городского типа Белыничи отнесён к городу районного подчинения.

## Герои белыничской земли
На белыничской земле во время Великой Отечественной войны погибли Герои Советского Союза — капитан Б. Л. Хигрин, партизаны Л. Лорченко, О. М. Касаев, старший лейтенант С. Г. Терешкевич. Храбро сражался на фронтах уроженец Белынич В. И. Свидинский, ставший Героем Советского Союза в боях за Днепр. В Белыничах проживал Герой Советского Союза Н. Т. Китаев — летчик, сбивший 27 самолетов врага лично и 8 — в групповых боях.
Труженики района награждались дипломами и медалями ВДНХ СССР. Троим жителям Белыничкого района — В. В. Буяковой, В. К. Старовойтову, В. И. Якубову — присвоены почетные звания Героя Социалистического Труда. 26 человек удостоены Ордена Ленина.

## Население
Численность населения — 17 194 человек (на 1 января 2025 года), в том числе городское — 9 553 человек (Белыничи — 9 553 человек), сельское — 7 641 человек. 

Численность населения — 17 749 человек (на 1 января 2023 года), в том числе городское (Белыничи) — 9 749 человек, сельское — 8 000 человек.
| 1970    | 1979    | 1989    | 1996    | 2001    | 2002    | 2003    | 2009    | 2011    |
| ------- | ------- | ------- | ------- | ------- | ------- | ------- | ------- | ------- |
| 37 781  | ↘33 425 | ↘30 247 | ↘28 300 | ↘26 411 | ↘25 842 | ↘25 122 | ↘21 839 | ↘21 262 |
| 2012    | 2013    | 2014    | 2015    | 2016    | 2017    | 2018    | 2019    | 2019    |
| ↘20 871 | ↘20 544 | ↘20 027 | ↘19 574 | ↘19 156 | ↘18 798 | ↘18 459 | ↘18 044 | ↗19 029 |
| 2020    | 2021    | 2022    | 2023    | 2024    | 2025    |         |         |         |
| ↘18 900 | ↘18 447 | ↘17 975 | ↘17 749 | ↘17 504 | ↘17 194 |         |         |         |

В регионе по состоянию на 2009 год проживало около 21 тыс. человек (11-е место в области), из которых около 10 тыс. жителей в посёлке Белыничи.
На 1000 мужчин приходилось 1112 женщин (в посёлке на 1000 мужчин приходится 1099 женщин, в сельской местности — 1124).

### Динамика
По сравнению с данными переписи 1999 года численность мужчин уменьшилась на 18 %, женщин — на 17,8 %. За 10 лет численность городского населения уменьшилась на 452 человека, на 4 %, сельского — на 4871 человек (на 30 %).

### Национальный состав
На территории района постоянно проживают представители более 20 национальностей. По результатам переписи 2019 года, белорусы составляют 95,34% населения района, русские — 3,07%, украинцы — 0,74%, поляки — 0,16%. По доле белорусов Белыничский район занимает первое место в Могилёвской области.

### Демографические характеристики
На 1 января 2018 года 18,7 % населения района были в возрасте моложе трудоспособного, 50,1 % — в трудоспособном возрасте, 31,2 % — в возрасте старше трудоспособного. Средние показатели по Могилёвской области — 17,5 %, 56,8 % и 25,7 % соответственно. По доле населения в возрасте старше трудоспособного район занимает 5-е место в области, уступая Бобруйскому, Чаусскому, Глусскому и Быховскому. 52,1 % населения составляли женщины, 47,9 % — мужчины (средние показатели по Могилёвской области — 52,9 % и 47,1 % соответственно, по Беларусии — 53,4 % и 46,6 %).
Коэффициент рождаемости в районе в 2017 году составил 12,8 на 1000 человек, коэффициент смертности — 19,3 (в районном центре — 12,7 и 16 соответственно). Средние показатели рождаемости и смертности по Могилёвской области — 10,5 и 13,6 соответственно, по Беларуси — 10,8 и 12,6 соответственно. По уровню рождаемости район занимает 3-е место в области после Могилёвского и Кличевского, по уровню смертности — 6-е. Всего в 2017 году в районе родилось 238 и умерло 360 человек, в том числе в районном центре родилось 127 и умерло 159 человек.
В 2017 году в районе было заключено 109 браков (5,9 на 1000 человек, средний показатель по Могилёвской области — 7,1) и 47 разводов (2,5 на 1000 человек, средний показатель по Могилёвской области — 3,6).

## Экономика

### Промышленность
- Крахмальный завод в деревне Техтин
- Филиал ООО «Бабушкина крынка»

### Сельское хозяйство
В районе действуют 13 фермерских хозяйств и 5 сельскохозяйственных организаций:
- СПК «Колхоз «Родина» (аг. Вишов)
- ОАО «Агросервис» (аг. Искра)
- ОАО «Белыничи» (д. Малый Кудин)
- ОАО «Новая Друть» (аг. Техтин)
- ОАО «Белыничский райагропромтехснаб» (г. Белыничи)

Общая посевная площадь сельскохозяйственных культур в организациях района (без учёта фермерских и личных хозяйств населения) в 2017 году составила 36 332 га (363 км²). В 2017 году под зерновые и зернобобовые культуры было засеяно 13 582 га, под лён — 320 га, под кормовые культуры — 19 459 га. Валовой сбор зерновых и зернобобовых культур в сельскохозяйственных организациях в 2017 году составил 44 тыс. т. По валовому сбору зерновых в 2017 году район занял 10-е место в Могилёвской области. Средняя урожайность зерновых в 2017 году составила 32,4 ц/га (средняя урожайность по Могилёвской области — 33,4 ц/га, по Беларуси — 33,3 ц/га). По этому показателю район занял 8-е место в Могилёвской области. Валовой сбор льноволокна в 2017 году составил 320 т при урожайности 9,7 ц/га (средняя урожайность по Могилёвской области — 10,3 ц/га, по Республике Беларусь — 9,2 ц/га). Выращиваются также рапс, картофель, овощи.
На 1 января 2018 года в сельскохозяйственных организациях района содержалось 33,8 тыс. голов крупного рогатого скота, в том числе 8,9 тыс. коров. По поголовью крупного рогатого скота район занял 4-е место в Могилёвской области. В 2017 году сельскохозяйственные организации района реализовали 3,2 тыс. т скота и птицы на убой (в живом весе) и произвели 40 тыс. т молока. По производству молока район занял 5-е место в Могилёвской области. Средний удой молока с коровы — 4508 кг (средний показатель по Могилёвской области — 4296 кг, по Беларуси — 4989 кг).

## Транспорт
Через район проходят железная дорога Могилёв — Осиповичи, автодороги Минск — Могилёв, Белыничи — Шклов.

## Здравоохранение
В 2017 году в учреждениях здравоохранения района работало 42 врача и 195 средних медицинских работника, в лечебных учреждениях было 126 больничных коек. Численность врачей в пересчёте на 10 тыс. человек — 22,8 (средний показатель по Могилёвской области — 34,6, по Беларуси — 40,5), количество коек в пересчёте на 10 тыс. человек — 68,3 (средний показатель по Могилёвской области — 83,1, по Беларуси — 80,2). По этим показателям район занял 7-е и 13-е места в области соответственно.

## Образование
В 2017 году в районе насчитывалось 14 учреждений дошкольного образования (включая комплексы «детский сад — школа») с 700 детей. В 2017/2018 учебном году в районе действовало 15 учреждений общего среднего образования, в которых обучалось 2,2 тыс. учеников. В школах района работало 326 учителей. В среднем на одного учителя приходилось 6,7 учеников (среднее значение по Могилёвской области — 8,4, по Беларуси — 8,7). В районе действует учреждение специального образования — Белыничская вспомогательная школа-интернат (одно из трёх аналогичных заведений в области).

## Культура
В районном центре действует Белыничский районный художественный музей имени В. К. Бялыницкого-Бирули, в котором собрано 678 музейных предметов основного фонда. В 2016 году музей посетили 12,4 тыс. человек (по этому показателю музей занял 12-е место в Могилёвской области).

## Достопримечательность
- Храм в честь Белыничской иконы Божией Матери в Белыничи

### Памятник природы, заказник
- Острова Дулебы — республиканский заказник